# Luci Domici Domicià
Luci Domici Domicià (en llatí Lucius Domitius Domitianus) és un nom conegut només per monedes que porten la inscripció IMP. C. L. DOMITIUS. DOMITIANUS. AUG. i que correspondrien a un usurpador de l'Imperi del que no han quedat gairebé rastres a la història.
Es va proclamar emperador a Alexandria el juny o juliol del 297. La revolta l'hauria instigat Aureli Aquil·leu que es creu que era corrector de Luci Domici Domicià. Domicià va morir probablement el desembre del 297 i segurament el va succeir Aquil·leu. Dioclecià, acompanyat de Flavi Constantí va anar a Egipte en aquell mateix mes, i va dominar el país menys la capital. Aquil·leu va dirigir la defensa d'Alexandria que va ser ocupada el març del 298. La cronologia exacta és discutida. S'ha suposat que aquest Domicià va ser el general que va derrotar Macrià Major i Macrià Menor, tots dos usurpadors de l'imperi, segons diu Trebel·li Pol·lió a la Historia Augusta.